# Guadalupe Amador
Daniel Guadalupe Amador Osuna (Comondú, Baja California Sur, 22 de marzo de 1997) es un futbolista mexicano que juega como mediocampista en el Jaguares FC de la Liga Premier de México (Segunda División Mexicana).

## Trayectoria

### Mazatlán FC
El 9 de diciembre de 2020 se hace oficial su llegada al Mazatlán FC.

## Estadísticas
Actualizado al último partido jugado el 27 de octubre de 2024.
| Leones Negros · México              | 2ª            | 2016          | 0   | 0  | 2  | 0 | - | - | 2   | 0  |
| Leones Negros · México              | 2ª            | 2016-17       | 24  | 2  | 4  | 1 | - | - | 28  | 3  |
| Leones Negros · México              | 2ª            | 2017-18       | 30  | 5  | 2  | 2 | - | - | 32  | 7  |
| Leones Negros · México              | 2ª            | 2018          | 13  | 0  | 0  | 0 | - | - | 13  | 0  |
| Leones Negros · México              | 2ª            | 2019-20       | 22  | 1  | 3  | 1 | - | - | 25  | 2  |
| Leones Negros · México              | 2ª            | 2020          | 14  | 4  | -  | - | - | - | 14  | 4  |
| Leones Negros · México              | 2ª            | 2022          | 17  | 4  | -  | - | - | - | 17  | 4  |
| Leones Negros · México              | Total club    | Total club    | 120 | 16 | 11 | 4 | 0 | 0 | 131 | 20 |
| Correcaminos · México               | 2ª            | 2019          | 12  | 2  | 4  | 1 | - | - | 16  | 3  |
| Correcaminos · México               | 2ª            | 2022-23       | 32  | 1  | -  | - | - | - | 32  | 1  |
| Correcaminos · México               | 2ª            | 2023-24       | 26  | 4  | -  | - | - | - | 26  | 4  |
| Correcaminos · México               | Total club    | Total club    | 70  | 7  | 4  | 1 | 0 | 0 | 74  | 8  |
| Mazatlán F. C. · México             | 1ª            | 2021          | 8   | 0  | -  | - | - | - | 8   | 0  |
| Mazatlán F. C. · México             | 1ª            | 2021-22       | 9   | 1  | -  | - | - | - | 9   | 1  |
| Mazatlán F. C. · México             | Total club    | Total club    | 17  | 1  | 0  | 0 | 0 | 0 | 17  | 1  |
| Tlaxcala F. C. · México             | 2ª            | 2024-25       | 12  | 0  | -  | - | - | - | 12  | 0  |
| Tlaxcala F. C. · México             | Total club    | Total club    | 12  | 0  | 0  | 0 | 0 | 0 | 12  | 0  |
| Total carrera                       | Total carrera | Total carrera | 219 | 24 | 15 | 5 | 0 | 0 | 234 | 29 |
| (1)Incluye datos de la Copa México. |               |               |     |    |    |   |   |   |     |    |